# 奥瀬サキ
奥瀬 サキ（おくせ サキ、1966年9月18日 - ）は、日本の漫画家、漫画原作者。神奈川県出身。男性。血液型AB型。
『月刊コミコミ』（白泉社）に掲載された短編「座敷童子」でデビュー（1986年1月号掲載）。代表作に『低俗霊狩り』、『火閻魔人』・『支配者の黄昏』の桃源津那美シリーズなどの他、原作を担当したスピンオフ作品「低俗霊」シリーズなどがある。
デビュー当時のペンネームは「奥瀬早紀」、他に「奥瀬早揮」など表記違いの名義もある。
掲載誌の休刊や出版元の倒産などの諸事情から打ち切り・未完・早期終了などがたびたびある。

## 作品リスト

### 連載中
- 流香魔魅の杞憂（コミックガム掲載、ワニブックス、2016年9月号 - ）※既刊3巻（2019年3月25日時点）
- 火閻魔人 鬼払い（コミックガム掲載、ワニブックス、2012年7月号 - ）※既刊2巻（2013年9月25日時点）
- ゴーストライターとその弟子（作画：長谷川光司、ライブコミックス）原作担当

### 単行本化作品
- 火閻魔人（白泉社、全1巻）1987年11月30日初版発行 ※奥瀬早紀名義
  - 火閻魔人（B6判、幻冬舎コミックス、全1巻）2008年12月24日初版発行 ※上記の再編集版、描き下ろしの番外編を収録、および『支配者の黄昏』を同時収録。
- 支配者の黄昏（月刊ウィングス掲載、新書館、全1巻）1991年12月20日初版発行 ※奥瀬早紀名義
- 低俗霊狩り（月刊コミコミ・ヤングアニマル掲載、白泉社、全3巻） ※奥瀬早紀名義
  - 低俗霊狩り（文庫版、小学館、上下巻）1998年11月10日初版発行 ※上記の再編集版
  - 低俗霊狩り（完全版、ワニブックス、全5巻）※上記に加えコミックガム連載中の新作を収録
    - ご先祖様はご機嫌斜め（ドラゴンマガジン、1990年4・6・7月号掲載、富士見書房）※奥瀬早揮名義で3話掲載。低俗霊狩りとは直接関係ない作品だが完全版第5巻に単行本初収録。
- コックリさんが通る（週刊ヤングサンデー増刊・大漫王掲載、小学館、全3巻）
  - コックリさんが通る Planset3 （文庫版、メディアファクトリー、上下巻） ※上記の再編集版、描き下ろしの番外編を収録。
- Flowers 第1巻（コミックバーズ掲載、スコラ、全1巻）1999年3月発行
  - フラワーズ[2] 第1巻（ソニー・マガジンズ、全1巻）1999年8月発行 ※出版元移管に伴う新装版。
  - Flowers 第1巻（幻冬舎、全1巻）2002年7月発行 ※出版元移管に伴う新装版。
  - Flowers 増補改訂版（B6判、幻冬舎コミックス、全1巻）2009年12月24日初版発行 ※新装版、未収録エピソードを収録。
- ドロねこ9（コミックバーズ掲載、幻冬舎コミックス、全3巻）
- 星の夜月の空 奥瀬サキ短篇集（新書館）1992年9月20日初版発行
- 4LOST CAUSE不発作品集（ジャイブ）2012年2月7日初版発行　※短編「MARYLIN REACTION」「J-HUNTER 白の戦慄」「掃天娘娘考」「COLLECTOER」収録。

### 原作担当作品
- 低俗霊DAYDREAM（作画：目黒三吉、ヤングエース掲載、角川書店、全10巻）
- 低俗霊MONOPHOBIA（作画：刻夜セイゴ、ヤングエース掲載、角川書店、全6巻）
- 夜刀の神つかい（作画：志水アキ、コミックバーズ掲載、幻冬舎コミックス、全12巻）※出版元移管に伴い、第1巻 - 第4巻は新装版となる。
  - 夜刀の神つかい（旧版）（ソニー・マガジンズ、第1巻 - 第4巻）※出版元移管に伴い、上記へと継続。
- DRAW 魔女の眠る海で（原作担当、作画：阿倍野ちゃこ、ヤングチャンピオン烈掲載、秋田書店、全4巻）

### 挿絵
- 眠り男の伝説（挿絵担当、著：菊地秀行、徳間書店、徳間デュアル文庫、全1巻）2000年10月31日初版発行 ※小説の挿絵を担当

### キャラクターデザイン
- ギルガメッシュ（アニメ、原作：石ノ森章太郎） 関西テレビ・フジテレビ系、2003年 - 2004年

## アシスタント
- 志水アキ
- 井上元伸